# 薩姆·奎里
薩姆·奎里（Sam Querrey，1987年10月7日—），是一位美國職業網球運動員。於2006年轉為職業選手。他已經獲得了19個ATP巡迴賽冠軍。他身高近兩米，體重達200磅。這些使得他具有優秀的發球和正拍能力。在2017年溫布頓錦標賽，他打進了最後四強，這是他的大滿貫賽事最好成績。

## 外部連結
- 官方网站
- 薩姆·奎里（英文/西班牙文）的官方資料
- 薩姆·奎里的國際網球總會 職業／青少年 官方資料（英文）
- 薩姆·奎里的官方資料（英文）